# Matt Kramer
Matt Kramer (10 agosto 1968) è un cantante statunitense, noto per la sua militanza nella band Saigon Kick.
Kramer ha cantato nei primi due album del gruppo, Saigon Kick e The Lizard, quest'ultimo contenente la ballata acustica Love Is on the Way con cui la band ha raggiunto il grande successo.
Nel 2003 ha pubblicato il suo primo album da solista intitolato War & Peas.
Ha anche scritto un acclamato libro di poesie intitolato An American Profit.

## Discografia

### Con i Saigon Kick
- Saigon Kick (1991)
- The Lizard (1992)
- Moments from the Fringe (1998)
- Greatest Mrs.: The Best of Saigon Kick (1998)
- Greatest Hits Live (2000)

### Con George Lynch
- Stone House (2001)

### Solista
- War & Peas (2003)

## Libri pubblicati
- An American Profit (2007) - Lascivious Books
- A Book of Poems From The Smallest of Towns (2011) - Lascivious Books